# دل تاکو
دل تاکو (انگلیسی: Del Taco) شرکت رستوران‌های زنجیره‌ای آمریکایی است، که در سال ۱۹۶۴ تأسیس شد.